# Забошне (Макушинський округ)
Забо́шне (рос. Забошное) — присілок у складі Макушинського округу Курганської області, Росія. 
Населення — 9 осіб (2010, 70 у 2002).
Національний склад станом на 2002 рік:
- росіяни — 67 %